# أوبرنكيرشن
اوبرنكيرشن (بالألمانية: Obernkirchen) هي بلدة ألمانية تقع في ألمانيا في سكسونيا السفلى. يقدر عدد سكانها بـ 9,874 نسمة .

## المدن التوأمة
مدينة لافلش هي مدينة توأمة لـاوبرنكيرشن.

## أعلام
- راينهارد شير
- أوغست أوتكر
- رودلف ويستفال
- جيرهارد روز